# Warasdiner
SMS Warasdiner war ein Zerstörer der k.u.k. Kriegsmarine. Das im August 1914 in Dienst gestellte Boot war von China 1910 bestellt worden. Der Zusammenbruch des Kaiserreichs 1912 verhinderte eine Ablieferung, und die k.u.k. Kriegsmarine erwarb nach Ausbruch des Ersten Weltkriegs das Boot, das weitgehend den k.u.k.-Zerstörern der Huszár-Klasse entsprach.
Die Warasdiner blieb bis 1918 im Einsatz. Sie wurde dann von Italien übernommen und dort verschrottet.

## Baugeschichte
Im Jahre 1908 hatte sich das Kaiserreich China entschlossen, die Flotte auszubauen und ein sogenanntes „großes Flottenprogramm“ aufgelegt. Da die chinesischen Werften nicht in der Lage waren, den gestellten Anforderungen nachzukommen, wurde eine Marinedelegation beauftragt, sich im Ausland umzusehen. Diese Delegation weilte am 30. Dezember 1909 für drei Tage unter der Führung von Admiral Scha zu einem Informationsbesuch in Pola. Als Ergebnis dieses Besuches bestellte die chinesische Marine 1910 insgesamt drei je 3000 t große Ausbildungskreuzer (Chao-Ho-Klasse), acht Kanonenboote, einen Transporter und einen Zerstörer der Huszàr-Klasse. Bei der STT Werft (Stabilimento Tecnico Triestino) in Triest wurde am 1. April 1911 der Zerstörer Lung Tuan (chin. 龍湍) auf Stapel gelegt. Die geforderte Bewaffnung bestand nicht aus österreichischen Geschützen, sondern aus zwei 7,62-cm-Kanonen L/50 und zwei 4,7-cm-SFK (Schnellfeuerkanonen) L/50 von der britischen Firma Elswick. Die beiden 45-cm-Torpedo-Doppelrohrsätze lieferte die Firma Whitehead. Am 1. Juli 1912 fand die Probefahrt statt, hier wurde bei einer Leistung von 6.747 PSi eine Höchstgeschwindigkeit von 30,65 Knoten erreicht, was den Anforderungen des Bestellers entsprach.
Nach dem Ausbruch der Xinhai-Revolution in China am 10. Oktober 1911 und den damit verbundenen politischen Veränderungen wurde der bereits fertiggestellte Zerstörer nicht mehr abgenommen und die Bauwerft blieb zunächst auf dem Fahrzeug sitzen. Die k.u.k. Kriegsmarine, der der Zerstörer im November 1912 angeboten wurde, lehnte einen Ankauf zunächst ab. Erst bei Kriegsausbruch im August 1914 erinnerte man sich an das Fahrzeug und kaufte es für 1,292 Millionen Kronen auf. Der Zerstörer wurde am 1. August von Triest nach Pola geschleppt, die britischen Geschütze wurden ausgebaut und durch österreichische ersetzt. Am 28. August 1914 wurde das Fahrzeug unter dem Namen Warasdiner in Dienst gestellt. Bei gleichen Abmessungen war es um 700 PSi stärker und um 1,5 Knoten schneller als seine baugleichen Schwesterschiffe der Huszàr-Klasse. Es war der letzte österreichische Zerstörerneubau mit einer Kolbendampfmaschine.

## Kriegseinsätze
SMS Warasdiner führte während des Krieges zahlreiche Aufklärungs-, Minenlege-, Konvoi- und Sicherungsfahrten durch. Erwähnent seien:
- 5. Dezember 1915 – Zusammen mit den Zerstörern Huszár,  Pandur, Turu und drei Torpedobooten aus Cattaro ein Vorstoß gegen San Giovanni di Medua in Nordalbanien. Warasdiner nimmt 27 Besatzungsmitglieder des französischen Unterseebootes Frésnel gefangen und zerstört das in der Bojanmündung gestrandete Boot durch Artilleriefeuer.
- 4. Mai 1916 – Hilfeleistung bei der Bergung des torpedierten Zerstörers Csepel der Tátra-Klasse.
- 2. August 1916 – Die Zerstörer Warasdiner und Wildfang beschießen Molfetta, danach Vereinigung mit der Rückhaltegruppe (Kleiner Kreuzer Aspern und zwei Torpedoboote). Bei der Rückfahrt führt die Gruppe ein Seegefecht mit den italienischen Kreuzer Nino Bixio und den Zerstörern Nievo, Pilo, Abba, Mosto, Ardente und Indomito.
- 15. Februar 1918 – Bei einer Geleitfahrt kollidiert die Warasdiner im Schneesturm mit der Herzegovina. Dabei wird das Heck beschädigt. In der Werft wird sie wieder einsatzbereit gemacht.

Bei Kriegsende lag das Schiff im Hafen von Pola und wurde dort von italienischen Truppen vereinnahmt.
Die alliierte Marinekommission in Paris sprach es 1920 Italien als Kriegsbeute auf Abbruch zu, d. h., es musste verschrottet werden. Dies geschah 1921.
Anmerkung:
Der Authentizität wegen werden die Ortsnamen in der Schreibweise der k.u.k. Kriegsmarine aufgeführt. Die Verlinkungen verweisen auf die heutigen Gegebenheiten.